# Picquigny
Picquigny – miejscowość i gmina we Francji, w regionie Hauts-de-France, w departamencie Somma.
Według danych na rok 1990 gminę zamieszkiwało 1397 osób, a gęstość zaludnienia wynosiła 135 osób/km² (wśród 2293 gmin Pikardii Picquigny plasuje się na 205. miejscu pod względem liczby ludności, natomiast pod względem powierzchni na miejscu 429.).